# شنا هورا (جنگل بوهمیان)
شنا هورا (به لاتین: Černá hora) یک کوه در جمهوری چک است که در Kvilda واقع شده‌است. شنا هورا ۱٬۳۰۶ متر بالاتر از سطح دریا واقع شده‌است.